# ロータス・25
ロータス 25 (Lotus 25) は、チーム・ロータスが1962年に開発したフォーミュラ1カー。コーリン・チャップマンが設計し、レーシングカーデザインの分野にモノコック革命を起こした。
1962年から1965年まで使用され、F1世界選手権で14勝、ノンチャンピオンシップレースで11勝を記録。1963年と1965年に選手権ドライバーズ（ジム・クラーク）、コンストラクターズ両タイトルを制覇した。また、プライベーターのレグ・パーネル・レーシング (Reg Parnell Racing) も1964年から1967年にかけて使用した。

## 概要

### モノコックシャーシ
25のシャーシは従来の鋼管スペースフレーム構造に代わり、アルミボディを応力外皮とするモノコック構造を採用した。
航空機のモノコック構造をレーシングカーに応用した先例は、1915年のインディ500に出場したコーネリアン (Cornelian) や、1923年のヴォワザン (Voisin) などがある。1954年のジャガー・Dタイプはセンターモノコックをマグネシウムで製作し、1955年にはF1マシンのBRM・P25がセミモノコック構造を採用していた。しかし、いずれも主流となるほどの影響力を持たなかった。
25のモノコックはアルミシートを折り曲げて成型したD字断面の中空構造（チューブ）を左右に並べ、床板や前後の隔壁（バルクヘッド）と組み合わせてU字型のシャーシを構成する「ツインチューブ」方式だった。これを車体の下半分として、上半分にはアッパーカウルを被せた。シャーシは前面投影面積を減らすために細く低く設計され、ドライバーが浴槽につかるような姿勢で乗ることから、バスタブ式モノコックと呼ばれた。
コーリン・チャップマンは燃料消費によるマシンバランスの変化を嫌い、車体重心近くに燃料タンクを設置する方法を模索していた。コクピットの両脇に燃料タンクを置きたかったが、パイプフレームを避けるとタンクの構造が複雑になるという問題があった。そこで閃いたのが、スポーツカーのロータス・エランで成功したバックボーンフレームの応用だった。2本の中空構造（チューブ）を車体の梁にすれば、その内部にゴム製の燃料バッグを収納することができた。チャップマンはロータスの工場近くのレストランで昼食をとっている時にこのアイデアを思いつき、紙ナプキンにスケッチを描いて持ち帰り、その晩から製図にとりかかったという。
モノコックシャーシはシンプルな構造で軽量化することができ、なおかつ、荷重を面全体で受けとめるため捻れ剛性が高まるというメリットがあった。旧モデル21のスペースフレームは重量が37.3kg、捻れ剛性が97kg・m/度だったのに対し、25のモノコックの重量は29.5kg、捻れ剛性は138kg・m/度となった。エンジンを搭載した状態で計測すると、捻れ剛性は332kg・m/度という、当時としては驚くべき数値となった。堅牢なシャーシによってサスペンションを柔らかくすることができ、コーナリング時のロードホールディング能力が向上した。
クーパー式のミッドシップ・エンジンマウントとロータス式のバスタブモノコックの組み合わせはレーシングカーの設計に革命を起こし、その後のスタンダードとなった。ロータスはさらに43（1967年）において、エンジンをモノコックにボルト留めし、強度部材（ストレスメンバー）とする手法を導入した。

### その他の特徴
エンジンは1961年に登場したコヴェントリー・クライマックス・FWMVエンジン（V型8気筒1,498cc）をミッドシップマウントする。モノコック後部を台座とし、その部分はツインチューブが一段低くなっている。エキゾーストマニホールドは片バンク4本を1本にまとめ、ギアボックス上部に2本の長いテールパイプを伸ばしている。
モノコック後部バルクヘッドを挟んで、後ろにディファレンシャルギアとZF製5速マニュアルトランスミッションが接合された。当初はステアリング上でギア操作を行うクラッチペダルのない2ペダル仕様だったが、完成直前になって従来型の変速機構に変更された。
フロントサスペンションは、21から採用しているスプリング / ダンパーユニットをインボードに収納したロッカーアーム式。リアサスペンションはアウトボードで、上Iアーム、下逆Aアームを2本のラジアスロッドで支持している。
アッパーカウルはガラス繊維製で、コクピットの周囲には透明なウィンドシールドが取り付けられた。

### 変更点

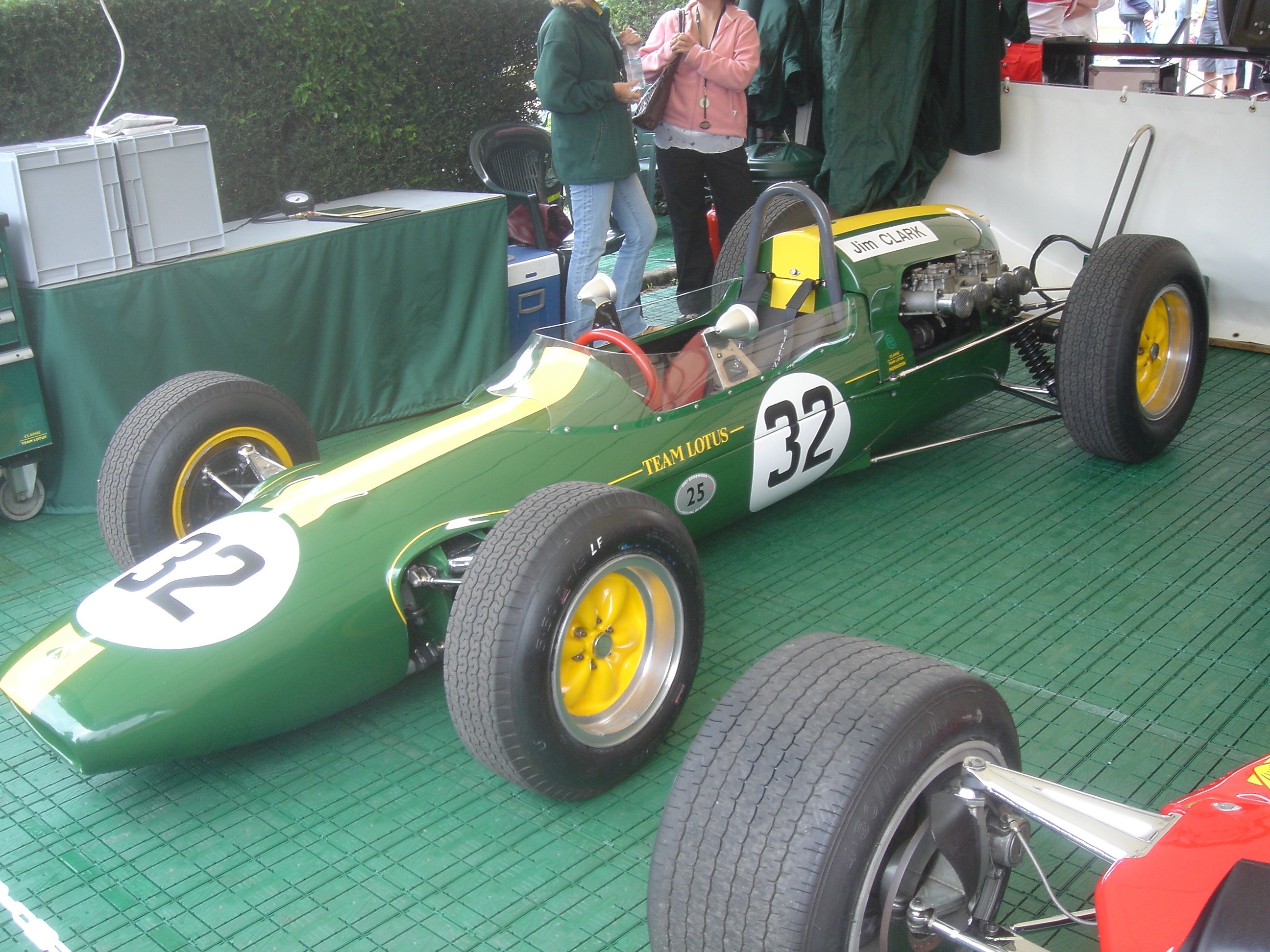
1963年型（2007年グッドウッド・フェスティバル・オブ・スピード）

- 1963年にはクライマックスエンジンのウェーバー製キャブレターがルーカス製インジェクターに交換された[8]。
  - イギリスGPから、ブリティッシュグリーンのボディの中央に黄色いストライプが入れられた[8]。この配色は1960年代末にスポンサーカラーに塗り替えられるまで、ロータスのイメージシンボルとなる。
  - オーストリアGPから投入された6号車はエンジンのクランクシャフトがフラットプレーンとなり、排気管が上方から下方に移動した[8]。また、ギアボックスがヒューランド製5速に変更された[8]。
- 1964年には後継の33の仕様を元に、リアサスペンションのジオメトリーなど各部がアップデートされた。この1964年型は25Bとも呼ばれる[8]。
  - プライベートチームのレグ・パーネル・レーシングに売却された25には、BRM・P56エンジン（1.5リッターV8）が搭載された。

## 戦績

### 1962年

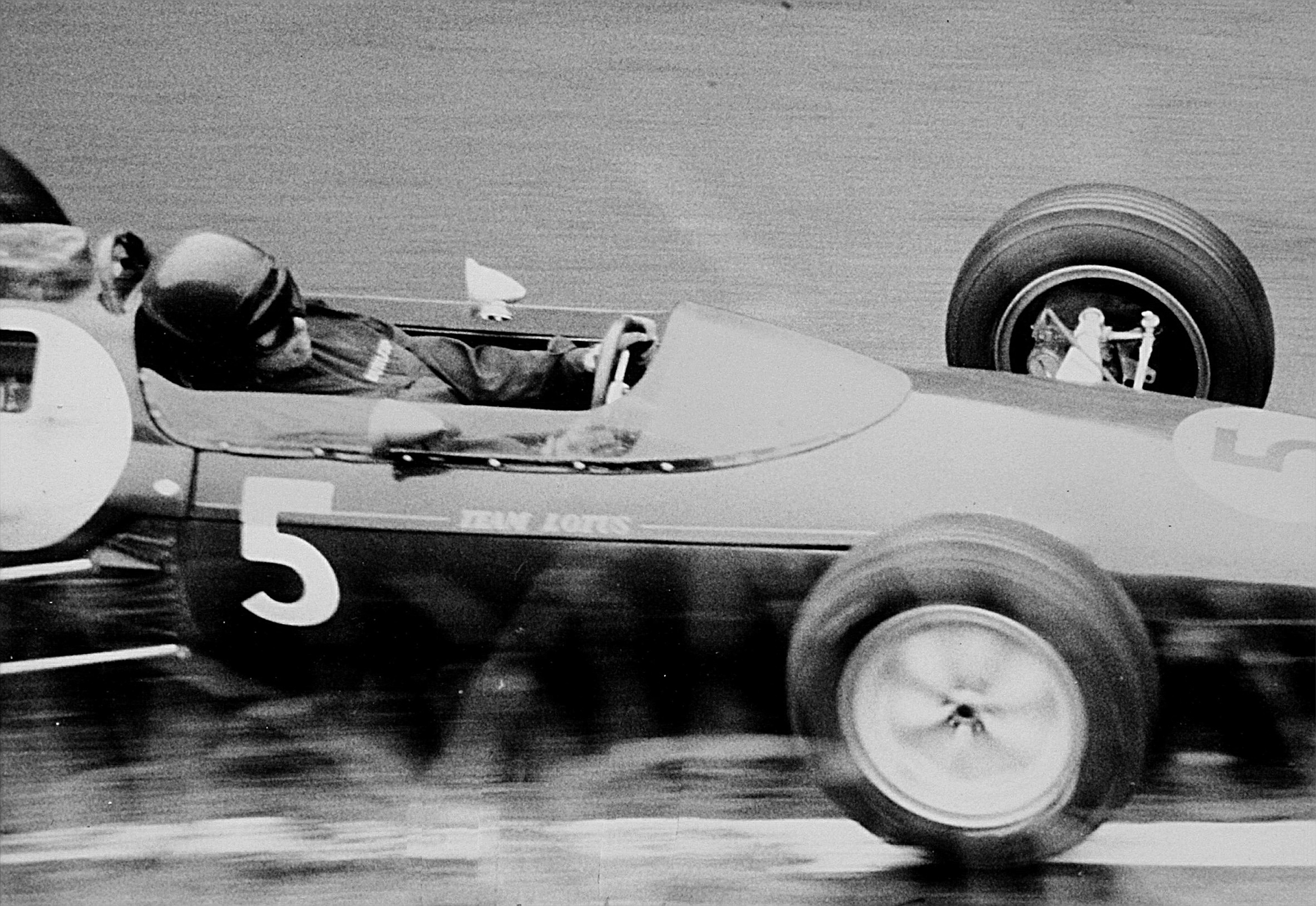
1962年ドイツGPにてニュルブルクリンクを走行するジム・クラーク

25の開発はチーム内でも少数のメンバーしか知らない極秘プロジェクトとして進められ、エースドライバーのジム・クラークでさえ、1962年の契約を結ぶまでは計画の詳細を知らされなかった。当初、ロータスはクラークに25を与え、セカンドドライバーのトレバー・テイラーはスペースフレームの24を使用した。25のコクピットは非常に狭く、クラークと同じ背格好という理由でテイラーが起用された。
1号車が完成したのは1962年シーズンの開幕戦オランダGPの直前で、テスト走行の機会もないまま実戦投入することになった。そのレースではクラークが予選3位からトップを独走したが、クラッチトラブルでリタイアした。第2戦モナコGPではクラークが自身初のポールポジション (PP) を獲得。第3戦ベルギーGPではPPからの独走という必勝パターンを確立し、自身のF1初勝利を達成した。
クラークはさらに2勝し、最終戦南アフリカGPを勝てば自力でチャンピオンを獲得できたが、トップ走行中にエンジントラブルでリタイアした。クラークは全9戦中3勝、6PP、5ファステストラップ (FL) を記録したが、マシンは熟成不足で4つのリタイアが影響した。
デビュー戦の25の快走を見たダン・ガーニーは「このマシンならばインディ500で勝てる」と確信し、チャップマンを自費でインディ500に招待した。アメリカGP後にはクラークが25に乗ってインディアナポリス・モーター・スピードウェイを試走し、ロータスのインディ500挑戦プログラムが始まった。
| 年     | シャーシ    | エンジン               | タイヤ | ドライバー | 1   | 2   | 3   | 4   | 5   | 6   | 7   | 8   | 9   | ポイント     | 順位 |
| ------ | ----------- | ---------------------- | ------ | ---------- | --- | --- | --- | --- | --- | --- | --- | --- | --- | ------------ | ---- |
| 1962年 | ロータス 25 | クライマックス FWMV V8 | D      |            | NED | MON | BEL | FRA | GBR | GER | ITA | USA | RSA | 36 (38) <30> | 2    |
| 1962年 | ロータス 25 | クライマックス FWMV V8 | D      | クラーク   | 9   | Ret | 1   | Ret | 1   | 4   | Ret | 1   | Ret | 36 (38) <30> | 2    |
| 1962年 | ロータス 25 | クライマックス FWMV V8 | D      | テイラー   |     |     |     | 8   |     |     | Ret | 12  | Ret | 36 (38) <30> | 2    |

- 太字はポールポジション、斜字はファステストラップ(key)
- ポイントの太字は有効得点（9戦中ベスト5戦）、丸括弧内は総得点、山括弧内はロータス25の得点。
- ドライバーズランキング
  - 2位 ジム・クラーク（30点）
  - 10位 トレバー・テイラー（6点）

### 1963年
2年目の25はチームに復帰した技術者レン・テリーにより、細部に手直しが施された。ワークスレギュラーはクラーク、テイラーのコンビを継続し、ピーター・アランデル、マイク・スペンス、ペドロ・ロドリゲスがスポット参戦した。また、開幕戦モナコGPに限り、ブラバムのジャック・ブラバムも25を借りて出走した。
クラークは開幕戦のリタイアを除き9戦連続表彰台を獲得。4連勝を含めて10戦中7勝、7PP、6FLという圧倒的な成績で自身初のドライバーズチャンピオンを獲得した。ロータスもF1参戦6年目にして初のコンストラクターズチャンピオンとなった。
また、25のモノコックを拡大して、フォード・インディアナポリスエンジン (4.18リットルV型8気筒) を搭載したインディカーの29を開発した。ロータスとクラークはこれでインディアナポリス500スウィープステークス (全米選手権第2戦) に初参加し、パーネリ・ジョーンズ (ワトソン・オッフェンハウザー) に次ぐ2位、ミルウォーキーでのトニー・ベッテンハウゼン200 (同第7戦) では優勝した。
| 年     | シャーシ    | エンジン               | タイヤ | ドライバー | 1   | 2   | 3   | 4   | 5   | 6   | 7   | 8   | 9   | 10  | ポイント     | 順位 |
| ------ | ----------- | ---------------------- | ------ | ---------- | --- | --- | --- | --- | --- | --- | --- | --- | --- | --- | ------------ | ---- |
| 1963年 | ロータス 25 | クライマックス FWMV V8 | D      |            | MON | BEL | NED | FRA | GBR | GER | ITA | USA | MEX | RSA | 54 (74) <74> | 1    |
| 1963年 | ロータス 25 | クライマックス FWMV V8 | D      | クラーク   | 8   | 1   | 1   | 1   | 1   | 2   | 1   | 3   | 1   | 1   | 54 (74) <74> | 1    |
| 1963年 | ロータス 25 | クライマックス FWMV V8 | D      | テイラー   | 6   | Ret | 10  | 13  | Ret | 8   |     | Ret | Ret | 8   | 54 (74) <74> | 1    |
| 1963年 | ロータス 25 | クライマックス FWMV V8 | D      | アランデル |     |     |     | DNS |     |     |     |     |     |     | 54 (74) <74> | 1    |
| 1963年 | ロータス 25 | クライマックス FWMV V8 | D      | スペンス   |     |     |     |     |     |     | 13  |     |     |     | 54 (74) <74> | 1    |
| 1963年 | ロータス 25 | クライマックス FWMV V8 | D      | ロドリゲス |     |     |     |     |     |     |     | Ret | Ret |     | 54 (74) <74> | 1    |

- 太字はポールポジション、斜字はファステストラップ、DNSは決勝不出走(key)
- ポイントの太字は有効得点（10戦中ベスト6戦）、丸括弧内は総得点、山括弧内はロータス25の得点。
- ドライバーズランキング
  - 1位 ジム・クラーク 54点（総得点73）
  - 16位 トレバー・テイラー 1点

### 1964年
アランデルがレギュラーに昇格したが、F2レースで重症を負い、シーズン途中スペンスに交代した。ドイツGPではゲルハルト・ミッターがスポット参戦した。
クラークは前半5戦中3勝を獲得。第6戦ドイツから改良型の33が登場したが、クラークはイタリアGPとアメリカGP、スペンスはアメリカGPとメキシコGPで25をドライブした。後半戦の連続ノーポイントが響き、最終戦メキシコGPでフェラーリのジョン・サーティースに逆転を許した。
また、レッグ・パーネル・レーシングがロータスから25シャーシを購入し、BRM・P56エンジン（1.5リッターV8）を搭載した。ドライバーはクリス・エイモン、マイク・ヘイルウッド、ピーター・レブソン。
| 年     | シャーシ    | エンジン               | タイヤ | ドライバー | 1   | 2   | 3   | 4   | 5   | 6   | 7   | 8   | 9   | 10  | ポイント     | 順位 |
| ------ | ----------- | ---------------------- | ------ | ---------- | --- | --- | --- | --- | --- | --- | --- | --- | --- | --- | ------------ | ---- |
| 1964年 | ロータス 25 | クライマックス FWMV V8 | D      |            | MON | NED | BEL | FRA | GBR | GER | AUT | ITA | USA | MEX | 37 (40) <37> | 3    |
| 1964年 | ロータス 25 | クライマックス FWMV V8 | D      | クラーク   | 4   | 1   | 1   | Ret | 1   |     |     | Ret | 7   |     | 37 (40) <37> | 3    |
| 1964年 | ロータス 25 | クライマックス FWMV V8 | D      | アランデル | 3   | 3   | 9   | 4   |     |     |     |     |     |     | 37 (40) <37> | 3    |
| 1964年 | ロータス 25 | クライマックス FWMV V8 | D      | スペンス   |     |     |     |     | 9   |     |     |     | 7   | 4   | 37 (40) <37> | 3    |
| 1964年 | ロータス 25 | クライマックス FWMV V8 | D      | ミッター   |     |     |     |     |     | 9   |     |     |     |     | 37 (40) <37> | 3    |

- 太字はポールポジション、斜字はファステストラップ(key)
- ポイントの太字は有効得点（9戦中ベスト5戦）、丸括弧内は総得点、山括弧内はロータス25の得点。
- ドライバーズランキング
  - 3位 ジム・クラーク（32点）
  - 9位 ピーター・アランデル（11点）
  - 12位 マイク・スペンス（4点）
- ロータス・BRM（レグ・パーネル・レーシング）はコンストラクターズ8位（3点）

### 1965年

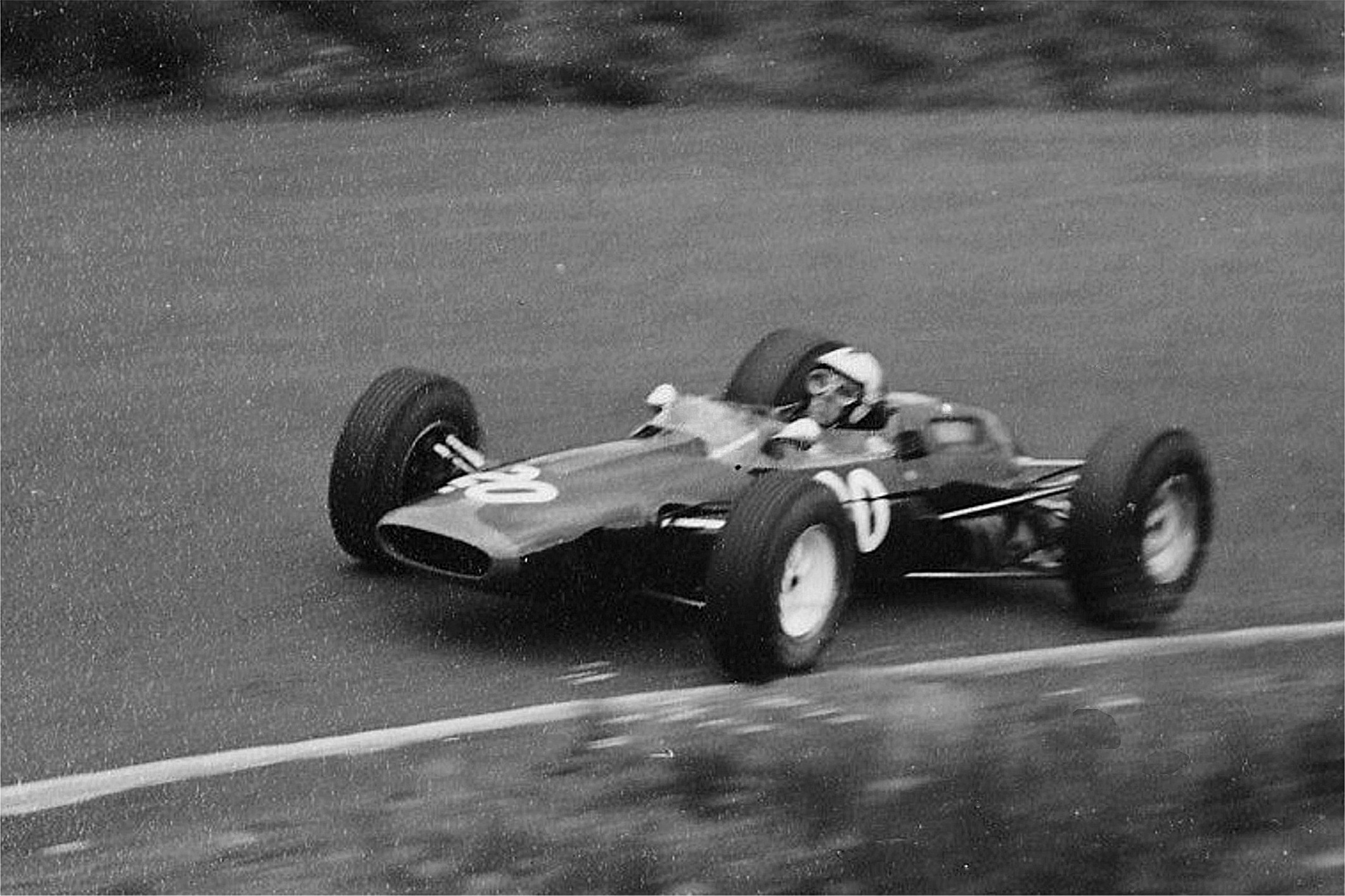
1965年ドイツGPにてリチャード・アトウッドがドライブするロータス25・BRM

1965年は33が主戦マシンとなり、25はバックアップやスポット参戦用にあてがわれた。フランスGPでは、クラークが25の最後となる勝利をハットトリックで達成した。ドイツGPはミッター、イタリアGPは"GEKI"ことジャコモ・ルッソ、アメリカGP・メキシコGPはモイセス・ソラーナが25をドライブした。
レッグ・パーネルのロータス・BRMはヘイルウッド、エイモン、トニー・マッグス、リチャード・アトウッド、イネス・アイルランドらがドライブした。
| 年     | シャーシ    | エンジン               | タイヤ | ドライバー | 1   | 2   | 3   | 4   | 5   | 6   | 7   | 8   | 9   | 10  | ポイント    | 順位 |
| ------ | ----------- | ---------------------- | ------ | ---------- | --- | --- | --- | --- | --- | --- | --- | --- | --- | --- | ----------- | ---- |
| 1965年 | ロータス 25 | クライマックス FWMV V8 | D      |            | RSA | MON | BEL | FRA | GBR | NED | GER | ITA | USA | MEX | 54 (58) <9> | 1    |
| 1965年 | ロータス 25 | クライマックス FWMV V8 | D      | クラーク   |     |     |     | 1   |     |     |     |     |     |     | 54 (58) <9> | 1    |
| 1965年 | ロータス 25 | クライマックス FWMV V8 | D      | スペンス   |     |     |     |     |     | 8   |     |     |     |     | 54 (58) <9> | 1    |
| 1965年 | ロータス 25 | クライマックス FWMV V8 | D      | ミッター   |     |     |     |     |     |     | Ret |     |     |     | 54 (58) <9> | 1    |
| 1965年 | ロータス 25 | クライマックス FWMV V8 | D      | "GEKI"     |     |     |     |     |     |     |     | Ret |     |     | 54 (58) <9> | 1    |
| 1965年 | ロータス 25 | クライマックス FWMV V8 | D      | ソラーナ   |     |     |     |     |     |     |     |     | 12  | Ret | 54 (58) <9> | 1    |

- 太字はポールポジション、斜字はファステストラップ(key)
- ポイントの太字は有効得点（10戦中ベスト6戦）、丸括弧内は総得点、山括弧内はロータス25の得点。
- ドライバーズランキング
  - 2位 ジム・クラーク（54点）
  - 8位 トレバー・テイラー（10点）
- ロータス・BRM（レグ・パーネル・レーシング）はコンストラクターズ8位（2点）

### 1966年 - 1967年
1966年にはエンジンの最大排気量を3リッターとする新レギュレーションが発効。レグ・パーネルは25のシャーシにBRM・P56（2リッターV8）、BRM・P60（1.9リッターV8）エンジンを搭載し、マイク・スペンスがドライブした。
1967年、レグ・パーネルのロータス・BRMは若手のピアス・カレッジ、クリス・アーウィンがドライブした。第3戦オランダGPが25の出場した最後のF1レースとなった。

## シャーシ履歴
25シャーシは7台が製作され、順にR1〜R7という車輌コードが付けられている。デビューシーズンの1962年にはR5までの5台が製作され、R1はクラッシュにより破棄された。1963年にはR2、R5もクラッシュし、R6とR7の2台が追加製作された。1964年にはR3とR7がレグ・パーネルに売却され、チーム・ロータスはR4とR6を使用した。1965年にはR4もレグ・パーネルに売却された。R5はチーム・ロータスのメカニック、セドリック・セルザーの手により後年リビルドされた。
クラークが25に乗って挙げた14勝と、使用したシャーシの内訳は以下の通り。
- R1 1962年ベルギーGP[12]
- R2 1962年イギリスGP[12]
- R3 1962年アメリカGP[12]
- R4 1963年ベルギーGP・オランダGP・フランスGP・イギリスGP・イタリアGP・メキシコGP・南アフリカGP[12]
- R6 1964年オランダGP・ベルギーGP・イギリスGP、1965年フランスGP[12]

R4は1963年の7勝すべてを記録した個体として歴史的価値が高い。レグ・パーネルに売却された後ベルギーGPでクラッシュし、モノコックを修復された。この際シャーシコードがR13に変更され、「パーシー (Percy) 」というニックネームで呼ばれた。F1での使用が終わるとニュージーランドのレーサーに売却され、タスマンシリーズやローカルレースに出走した。
2008年、R4/R13はオーストラリアのシドニーで開催されたオークションで1,525,500ドル（保険料込み、約1億4700万円）で落札された。R4/R13とR7は現役マシンとしてヒストリックフォーミュラレースに出場しており、チャップマン家が経営するクラシック・チーム・ロータスがメンテナンスを行っている。